# Ricardo Sánchez Madrigal
Ricardo Sánchez Madrigal (Murcia, 1845-Murcia, 1925) fue un ingeniero de minas, periodista y escritor español.

## Biografía
Nació en 1845 en Murcia. Autor de un Romancero de D. Álvaro de Bazán, premiado por el Ateneo de Madrid, fue director del periódico católico La Verdad y colaborador frecuente de El Diario de Murcia. Hacia 1904 escribía de forma ocasional en El Liberal de Murcia.  Sánchez Madrigal, a quien Cejador y Frauca describe como «imitador del Duque de Rivas y de Zorrilla, narrador entusiasta, más lírico que épico», publicó también títulos como Dos poesías (1897), Gloria á Cervantes (loa, 1905) y El bosque (poesías, 1906). Fue ingeniero de minas. Falleció hacia el 13 de junio de 1925 en Murcia.